# Річард Фостер Бейкер
Річард Фостер Бейкер (англ. Richard Foster Baker; 25 січня 1857 — 21 лютого 1921) — американський режисер та актор епохи німого кіно.

## Життєпис
Річард Фостер Бейкер народився 25 січня 1857 року в Детройті, Вейн, штат Мічиган, США.
Помер 21 лютого 1921 року в Чикаго, штат Іллінойс, США.

## Вибрана фільмографія
- 1915 — Свіді йде в коледж / Sweedie Goes to College

| Кінематографіст | Це незавершена стаття про кінематографіста чи кінематографістку. Ви можете допомогти проєкту, виправивши або дописавши її. |